# Portula
Portula – miejscowość i gmina we Włoszech, w regionie Piemont, w prowincji Biella.
Według danych na styczeń 2009 gminę zamieszkiwały 1432 osoby przy gęstości zaludnienia 128,9 os./1 km².